# イミダゾリン
イミダゾリン (imidazoline) は、イミダゾールから誘導される含窒素複素環化合物である。環にはイミン結合が含まれ、4位と5位の炭素はイミダゾールと異なって単結合である。イミダゾリンはグアニジンやアミジンと類似の構造を持っている。

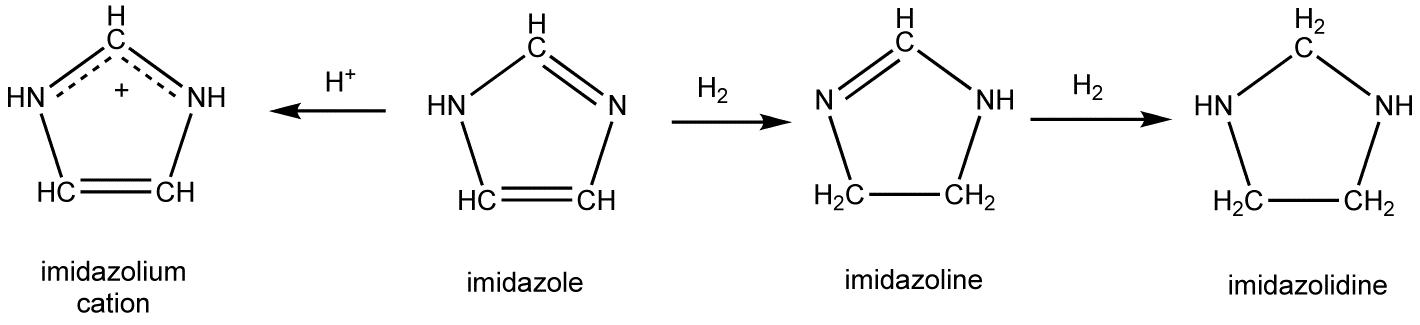
イミダゾール類の関係

第2世代グラブス触媒

イミダゾールの場合と同様に、イミダゾリンを基本骨格とする物質も、多くの遷移金属の安定カルベンとして使われる。市販の第2世代グラブス触媒の構造の中にも見られる。

## 生物学的役割
多くのイミダゾリンは生理活性を持っている。生理活性を持つイミダゾリンは、窒素原子に挟まれる炭素原子にアリル基やアルキル基が置換していることが多い。ナファゾリンなどが知られている。

## 受容体
イミダゾリン受容体には、I1、I2、I3 などのいくつかの受容体がある。
I1-イミダゾリン受容体はホスファチジルコリンの加水分解を引き起こし、ジアシルグリセロール、アラキドン酸、エイコサノイドなどを生成する。さらにナトリウム-水素対向輸送体を阻害し、カテコールアミン合成を促進する。I1-イミダゾリン受容体のシグナル伝達経路はインターロイキンのものに類似している。